# Hamburger Theater Festival
Das Hamburger Theater Festival ist ein 2009 gegründetes Theaterfestival in Hamburg, das ausschließlich über Spenden Hamburger Bürger, Stiftungen und Unternehmen und über die Einnahmen aus Ticketverkäufen finanziert wird. Zum Festival werden jedes Jahr überregional Theaterproduktionen aus dem gesamten deutschsprachigen Raum eingeladen. Die Aufführungen gastieren unter anderem im Deutschen Schauspielhaus, dem Thalia Theater, auf Kampnagel und im St. Pauli Theater, aber auch in anderen besonderen Spielstätten, wie der Hamburgischen Staatsoper oder der Baustelle der Elbphilharmonie. Der Erste Bürgermeister Hamburgs, Peter Tschentscher, ist Schirmherr des Hamburger Theater Festivals.

## Organisation
Intendant des Hamburger Theater Festivals ist Nikolaus Besch, der gemeinsam mit Harald Ruhnke auch als Initiator des Festivals verantwortlich zeichnet. Trägerin ist die private und gemeinnützige Stiftung Hamburger Theater Festival, deren Ziel es ist, Hamburg auf dem Weg zu einer Kulturmetropole und Festivalstadt zu begleiten und das Theater zu fördern. Vorsitzender des Kuratoriums ist der Hamburger Reeder Ernst P. Komrowski. Weitere Mitglieder des Kuratoriums der Stiftung sind u. a. Claus-Günther Budelmann, Klaus von Dohnanyi, Giovanni di Lorenzo, Harald Vogelsang, Ian K. Karan, Manfred Lahnstein, Inga Maren Otto oder Franz Günter Wolf.

## Produktionen von 2009 bis 2023
Auswahl von zum Hamburger Theater Festival eingeladenen Produktionen:
2009
- Die Leiden des jungen Werthers nach Johann Wolfgang von Goethe. Eine Produktion des Maxim Gorki Theaters Berlin. Mit Hans Löw, Fritzi Haberlandt, Ronald Kukulies. Regie: Jan Bosse. Spielstätte: Thalia Theater
- Sturm von William Shakespeare. Eine Produktion des Burgtheaters Wien. Mit Johann Adam Oest, Maria Happel, Joachim Meyerhoff. Regie: Barbara Frey. Spielstätte: Thalia Theater
- Amphitryon von Heinrich von Kleist. Eine Produktion des Burgtheaters Wien. Mit Michael Maertens, Dörte Lyssewski, Roland Koch, Fabian Krüger, Oliver Masucci, Karin Pfammatter. Regie: Matthias Hartmann. Spielstätte: Deutsches Schauspielhaus
- Der zerbrochene Krug von Heinrich von Kleist. Eine Produktion des Berliner Ensembles. Mit Klaus Maria Brandauer, Tina Engel, Larissa Fuchs, Roman Kanonik, Michael Kinke, Ilse Ritter, Michael Rotschopf, Stephan Schäfer, Andreas Seifert, Martin Seifert, Marina Senckel, Ninja Stangeberg. Regie: Peter Stein. Spielstätte: Deutsches Schauspielhaus
- Ritter, Dene, Voss von Thomas Bernhard. Eine Produktion des Deutschen Theaters Berlin. Mit Ulrich Matthes, Constanze Becker, Almut Zilcher. Regie: Oliver Reese. Spielstätte: St. Pauli Theater

2010
- Der Prozess von Franz Kafka. Eine Produktion der Münchner Kammerspiele. Mit: Walter Hess, Lena Lauzemis, Sylvana Krappatsch, Oliver Mallison, Bernd Moss, Annette Paulmann, Katharina Marie Schubert, Edmund Telgenkämper. Regie und Bühne: Andreas Kriegenburg. Spielstätte: Thalia Theater
- Der Weibsteufel von Karl Schönherr. Eine Produktion des Burgtheaters Wien in Kooperation mit dem Bayerischen Staatsschauspiel. Mit: Werner Wölbern, Birgit Minichmayr, Nicholas Ofczarek. Regie: Martin Kušej. Spielstätte: Deutsches Schauspielhaus
- Onkel Wanja von Anton Tschechow. Eine Produktion des Deutschen Theaters Berlin. Mit: Constanze Becker, Ulrich Matthes, Meike Droste, Gudrun Ritter, Christine Schorn, Christian Grashof, Jens Harzer, Bernd Stempel, Rahul Chakraborty. Regie: Jürgen Gosch. Spielstätte: Thalia Theater
- Quartett von Heiner Müller. Eine Produktion des Schauspielhauses Zürich. Eine Übernahme von den Salzburger Festspielen 2009. Mit: Barbara Sukowa und Jeroen Willems. Regie: Barbara Frey. Spielstätte: Kampnagel
- Phädra von Jean Racine. Eine Produktion des Burgtheaters Wien. Eine Koproduktion mit den Salzburger Festspielen. Mit: Sunnyi Melles, Hans-Michael Rehberg, Paulus Manker, Sylvie Rohrer, Therese Affolter, Philipp Hauß, Brigitta Furgler, Merle Wasmuth. Regie: Matthias Hartmann. Spielstätte: Thalia Theater
- Gretchens Faust nach Johann Wolfgang Goethe. Eine Produktion des Berliner Ensembles. Mit: Martin Wuttke, Anke Engelsmann, Larissa Fuchs, Marie Löcker, Inka Löwendorf, Christina Papst, Ewa Rataj, Gitte Reppin, Janina Rudenska, Ninja Stangenberg, Cornelia Werner und Pudel Taxi. Regie: Martin Wuttke. Spielstätte: Kampnagel
- Mea Culpa, eine ReadyMadeOper von Christoph Schlingensief. Eine Produktion des Burgtheaters Wien. Mit: Fritzi Haberlandt, Joachim Meyerhoff, Irm Hermann, Margit Carstensen, Gerda Cerne, Sachiko Hara, Friederike Harmsen, Carina-Roxana Isima, Lynne Kieran, Myorah B. Middleton, Agnes Palmisano, Mira Partecke, Elfriede Rezabek, Susanne Spahn, Elisabeth Wies-Campagner, Karin Witt, Mieczyslav Antoniak, Abdul Candao, Joseph Damian Ortiz Garcia, Michael Gempart, Toni Gisler, Walter Kogler, Andreas Salzbrunn, Guido Radschiner, Hermann Scheidleder, Arno Waschk, Thomas Weinhappel, Emile Wies-Campagner. Regie und musikalische Leitung: Christoph Schlingensief. Opernkomposition: Arno Waschk. Spielstätte: Deutsches Schauspielhaus
- Endspiel von Samuel Beckett. Eine Produktion des Deutschen Theaters Berlin. Mit: Wolfram Koch, Ulrich Matthes. Regie: Jan Bosse. Spielstätte: St. Pauli Theater

2011
- Das Werk / Im Bus / Ein Sturz von Elfriede Jelinek. Produktion des Schauspiels Köln. Regie: Karin Beier. Spielstätte: Deutsches Schauspielhaus
- Der Parasit von Friedrich Schiller, Produktion des Burgtheaters Wien. Regie: Matthias Hartmann. Spielstätte: Thalia Theater
- Medea, Produktion des Schauspielhauses Zürich. Regie: Barbara Frey. Spielstätte: Deutsches Schauspielhaus
- Abschiedsbriefe: Liebesbriefe von Helmuth James und Freya von Moltke; Gefängnis Tegel 1944–1945. Eine Lesung mit: Nina Hoss, Jens Harzer unter Mitwirkung von Klaus von Dohnanyi und Hermann Beil. Spielstätte: St. Pauli Theater
- Bernarda Albas Haus, Produktion des Nationaltheaters Mannheim. Regie: Calixto Bieito. Spielstätte: Thalia Theater Hamburg

2012
- Human Requiem von Johannes Brahms,  Produktion des Rundfunkchors Berlin in Kooperation mit Sasha Waltz & Guests und Radialsystem V für Soli, gemischten Chor und Klavier zu vier Händen, Kooperationsprojekt mit Elbphilharmonie Konzerte. Konzept und Regie: Jochen Sandig, Spielstätte: „Plaza“ der Elbphilharmonie
- Das Interview nach dem Film von Theo van Gogh, Produktion des Theaters Neumarkt Zürich, ein Gastspiel des Residenztheaters München. Spielstätte: Kampnagel
- Was ihr wollt, Produktion des Burgtheaters Wien. Regie: Matthias Hartmann. Spielstätte: Hamburgische Staatsoper
- Stallerhof, Produktion des Burgtheaters Wien. Spielstätte: Deutsches Schauspielhaus
- Iphigenie auf Tauris, Produktion des Maxim Gorki Theaters Berlin. Spielstätte: St. Pauli Theater

2013
- Kleiner Mann – was nun?, Produktion des Schauspiels Frankfurt, eine Koproduktion mit den Ruhrfestspielen Recklinghausen. Regie: Michael Thalheimer. Spielstätte: Kampnagel
- Geschichten aus dem Wiener Wald, Produktion des Deutschen Theaters Berlin. Regie: Michael Thalheimer. Spielstätte: Thalia Theater Hamburg
- König Lear, Produktion der Münchner Kammerspiele. Regie: Johan Simons. Spielstätte: Thalia Theater Hamburg
- Baal, Produktion des Brechtfestivals Augsburg. Spielstätte: St. Pauli Theater

2014
- Die letzten Zeugen von Doron Rabinovici, Matthias Hartmann. Eine Produktion des Burgtheaters Wien. Mit den Zeitzeugen Lucia Heilmann, Vilma Neuwirth, Suzanne-Lucienne Rabinovici, Marko Feingold, Rudolf Gelbard, Ari Rath und  Schauspielern Regie: Matthias Hartmann. Spielstätte: Deutsches Schauspielhaus
- Die Perser, Produktion des Deutschen Theaters Berlin. Regie: Dimiter Gotscheff. Spielstätte: Thalia Theater Hamburg
- Die Jungfrau von Orleans, Produktion des Deutschen Theaters Berlin. Regie: Michael Thalheimer. Spielstätte: Kampnagel
- Infinita von Familie Flöz, Produktion der Familie Flöz, Berlin, Admiralspalast und Theaterhaus Stuttgart. Regie: Michael Vogel, Hajo Schüler. Spielstätte: Kampnagel
- Gift von Lot Vekemans, Produktion des Deutschen Theaters Berlin. Regie: Christian Schwochow. Spielstätte: St. Pauli Theater
- Tauberbach von Alain Platel. Eine Koproduktion der Münchner Kammerspiele mit Les Ballets C de la B und NT Gent zusammen mit Théâtre national de Chaillot (Paris), Opéra Lille, KVS Brüssel, Torinodanza und La Batie, Genf. Ein Gemeinschaftsprojekt des Hamburger Theater Festivals mit Kampnagel. Regie und Konzept: Alain Platel. Spielstätte: Kampnagel

2015
- Fast ganz die Deine von Marcelle Sauvageot. Ein musikalisch-literarischer Abend. Von und mit Johanna Wokalek und dem Merlin Ensemble Wien. Spielstätte: Deutsches Schauspielhaus
- Herbstsonate, Koproduktion des Deutschen Theaters Berlin und des Schauspiels Stuttgart. Regie: Jan Bosse. Spielstätte: Deutsches Schauspielhaus
- Jephtha, ein szenisches Oratorium von Georg Friedrich Händel, Koproduktion der Kammerakademie Potsdam und des Hans Otto Theaters in Kooperation mit den Wiener Festwochen. Eine Kooperation mit Elbphilharmonie Konzerte und Kampnagel. Regie: Lydia Steier. Chor der Potsdamer Winteroper (Vokalakademie Potsdam) und Vocalkonsort Berlin. Musikalische Leitung: Konrad Junghänel. Spielstätte: Kampnagel
- Goethe: Faust I. Eine kommentierte Darbietung von und mit Michael Quast und Philipp Mosetter. Spielstätte: Kampnagel
- Die Juden, Produktion des Berliner Ensembles. Regie: George Tabori. Spielstätte: Thalia Theater Hamburg
- Nathan der Weise, Produktion des Münchner Volkstheaters. Regie: Christian Stückl. Spielstätte: Thalia Theater
- Kabale und Liebe, Produktion des Schauspielhauses Bochum. Regie: Anselm Weber. Spielstätte: St. Pauli Theater

2016
- Die Räuber, Koproduktion des Salzburger Landestheaters und Servus TV. Spielstätte: Deutsches Schauspielhaus.
- DSCH – Spuren eines Lebens von und mit Bruno Ganz und dem delian::quartett. Eine Kooperation mit dem Festspielhaus Baden-Baden. Spielstätte: Deutsches Schauspielhaus.
- Jeder Engel ist schrecklich von Rainer Maria Rilke. Freie Rezitation von Rilkes Duineser Elegien von Franziska Walser und Edgar Selge.
- Eine Frau, die weiß, was sie will!. Musikalische Komödie von Oscar Straus. Eine Produktion der Komischen Oper Berlin. Regie: Barrie Kosky. Spielstätte: Hamburgische Staatsoper.
- Die Wiedervereinigung der beiden Koreas von Joël Pommerat, Produktion des Schauspiels Frankfurt in Kooperation mit den Ruhrfestspielen Recklinghausen. Regie: Oliver Reese. Spielstätte: Kampnagel.

2017
- Professor Bernhardi, Produktion der Schaubühne am Lehniner Platz. Regie: Thomas Ostermeier. Spielstätte: Thalia Theater Hamburg.
- Heisenberg von Simon Stephens, Produktion des Düsseldorfer Schauspielhauses. Regie: Lore Stefanek. Spielstätte: Kampnagel.
- John Gabriel Borkmann von Simon Stone nach Henrik Ibsen. Koproduktion des Burgtheaters Wien, der Wiener Festwochen und des Theaters Basel. Regie: Simon Stone. Spielstätte: Thalia Theater Hamburg.
- Leseproben: Macbeth. Mit Meret Becker, Ben Becker. Konzept: John von Düffel, Marike Moiteaux. Spielstätte: St. Pauli Theater.

2018
- F. Zawrel – erbbiologisch und sozial minderwertig von Nikolaus Habjan, Produktion des Schubert Theaters Wien. Mit Nikolaus Habjan. Regie und Bühne: Simon Meusburger. Spielstätte: St. Pauli Theater.
- Die bitteren Tränen der Petra von Kant, Produktion des Residenztheaters München. Regie: Martin Kušej. Spielstätte: Kampnagel.
- Chor des Hasses nach einer Idee von Giovanni di Lorenzo. Eingerichtet von: Ulrich Waller. Spielstätte: Kampnagel.
- Der Idiot, Produktion des Düsseldorfer Schauspielhauses; Kooperation mit dem Staatsschauspiel Dresden. Regie: Matthias Hartmann. Spielstätte: Kampnagel.
- Leseproben: Orest. Konzept und szenische Einrichtung: John von Düffel. Spielstätte: St. Pauli Theater.
- Hedda Gabler von Henrik Ibsen. Eine Produktion der Schaubühne am Lehniner Platz. Regie: Thomas Ostermeier. Spielstätte: Thalia Theater Hamburg.

2019
- Heilig Abend von Daniel Kehlmann, Produktion des Residenztheaters München. Mit Sophie von Kessel, Michele Cuciuffo. Regie: Thomas Birkmeir. Spielstätte: St. Pauli Theater.
- Ulrich Matthes liest Schiller-Balladen. Eine Lesung von und mit Ulrich Matthes. Spielstätte: Thalia Theater Hamburg.
- Der einsame Weg, Produktion des Theaters in der Josefstadt, Wien. Regie: Mateja Koležnik. Spielstätte: Thalia Theater Hamburg.
- Macbeth, Eigenproduktion des Hamburger Theater Festivals; Eine Kooperation mit Kampnagel. Konzept und Regie: Matthias Hartmann. Bearbeitung und Übersetzung: John von Düffel. Spielstätte: Kampnagel.

2020
Aufgrund der COVID-19-Pandemie musste das gesamte Festival 2020 ausfallen. Die eingeladenen Produktionen waren: 
2021
- Die glorreichen Sieben, Projekt des Hamburger Theater Festivals. Einrichtung: Jan Bosse. Spielstätte: Kampnage.
- Sophie Rois fährt gegen die Wand im Deutschen Theater von Marlen Haushofer, Bühnenfassung: Clemens Maria Schönborn, Produktion des Deutschen Theaters Berlin. Spielstätte: Deutsches Schauspielhaus.
- Leseproben: Totentanz von August Strindberg, Fassung: John von Düffel. Konzept und szenische Einrichtung: John von Düffel. Spielstätte: St. Pauli Theater.
- Die Blechtrommel von Günter Grass. Eine Produktion des Berliner Ensembles. Mit Nico Holonics. Regie: Oliver Reese. Spielstätte: St. Pauli Theater.

2022
- Vögel von Wajdi Mouawad, Produktion des Schauspiels Köln. Regie: Stefan Bachmann. Spielstätte: Thalia Theater Hamburg.
- Iwanow, Produktion des Schauspielhauses Bochum. Regie: Johan Simons. Spielstätte: Thalia Theater Hamburg.
- Geschlossene Gesellschaft von Jean-Paul Sartre. Eine Produktion des Burgtheaters Wien. Regie: Martin Kušej. Spielstätte: Deutsches Schauspielhaus.

2023
- Das weite Land, Produktion des Burgtheaters Wien in Kooperation mit der Ruhrtriennale. Regie: Barbara Frey. Spielstätte: Deutsches Schauspielhaus.
- Der Theatermacher, Produktion des Berliner Ensembles. Regie: Oliver Reese. Spielstätte: Deutsches Schauspielhaus.
- Angabe der Person von Elfriede Jelinek, Produktion des Deutschen Theaters Berli. Regie: Jossi Wieler. Spielstätte: Thalia Theater Hamburg.
- Searching for William von Woods of Birnam und William Shakespeare,  Produktion der Woods of Birnam Company, Dresden. Regie: Jan Bosse. Regie: Christian Friedel. Spielstätte: Kampnagel.
- Der Sturm, in einer Neuübersetzung von Jakob Nolte, Produktion des Deutschen Theaters Berlin. Regie: Jan Bosse. Spielstätte: Thalia Theater Hamburg.
- Mein Name sei Gantenbein von Max Frisch, in einer Fassung von Oliver Reese. Eine Produktion des Berliner Ensembles. Regie: Oliver Reese. Spielstätte: Thalia Theater Hamburg.

## Die Festivalakademie
2010, im zweiten Festivaljahr, gab es zum ersten Mal eine das Hamburger Theater Festival begleitende Akademie als Gemeinschaftsprojekt mit der Theaterakademie der Hochschule für Musik und Theater Hamburg. Gefördert wird diese Herbstakademie von der ZEIT-Stiftung Ebelin und Gerd Bucerius. Studierende der Theaterakademie Hamburg und die interessierte Öffentlichkeit erhalten im Rahmen dieser Veranstaltungsreihe die Gelegenheit, Künstler, Regisseure und Schauspieler abseits der Bühne bei Workshops, Vorträgen und Diskussionen kennenzulernen. 2010 konnten u. a. die Schauspieler Peter Jordan, Martin Wuttke, Jappe Claes, Ernst Stötzner, Thomas Thieme und Angela Winkler gewonnen werden. Die Vorträge und Diskussionen waren zum Teil öffentlich zugänglich, das Workshop-Programm richtete sich ausschließlich an die Studenten der Theaterakademie.
2012 wurde die Festivalakademie von Wim Wenders mit seinem Vortrag und vertiefendem Colloquium zum Thema „Filmblick – Theaterblick“. Für Studenten und Studentinnen der Theaterakademie der Hochschule für Musik und Theater fanden im Rahmen des Unterrichts zudem Workshops und Diskussionen statt, unter anderem ein Regie-Workshop mit David Bösch und ein Schauspiel-Workshop mit Alexander Khuon.
2013 gab es Vorträge, Diskussionen, Lesungen und Gespräche mit der Schauspielerin Caroline Peters, der Schriftstellerin, Regisseurin und Schauspielerin Emine Sevgi Özdamar und dem Schauspieler André Jung.
Schwerpunkt der Festivalakademie 2014 war das Tanztheater. Begleitend zur Produktion Tauberbach des belgischen Choreografen Alain Platel fanden Diskussionen, Vorträge und Workshops mit Studierenden der Theaterakademie der Hochschule für Musik und Theater und dem Hamburger Publikum statt.
Erstmals gab es 2015 Einführungsveranstaltungen zu fast allen Produktionen mit dem jeweiligen Regisseur/der jeweiligen Regisseurin oder dem verantwortlichen Dramaturgen, teilweise moderiert von Kulturjournalisten des Hamburger Abendblatts. Ein Schwerpunkt von Workshops und Seminaren für die Studierenden der Theaterakademie lag auf dem Musiktheater im Allgemeinen und der Produktion Jephtha, einem szenischen Oratorium von Georg Friedrich Händel in der Regie von Lydia Steier, im Besonderen.
Seit 2016 gibt es die Gesprächsreihe Zündstoffe, in der bekannte Persönlichkeiten sich im Gespräch zu unterschiedlichen Themen auf der Bühne des St. Pauli Theaters aneinander reiben.

## AusstellungIn Masken geht die Zeit
Vom 7. Oktober bis 11. Dezember 2011 war begleitend zum 3. Hamburger Theater Festival eine Ausstellung des Werkes von Theatermaskenbildner Wolfgang Utzt im Museum für Kunst und Gewerbe in Hamburg zu sehen. Wolfgang Utzt hat während nahezu drei Jahrzehnten mit bedeutenden Regisseuren zusammen gearbeitet, unter anderem mit Benno Besson, Friedo Solter, Alexander Lang, Thomas Langhoff, Heiner Müller, Robert Wilson, Jürgen Gosch und Frank Castorf.  Die Stiftung Schloss Neuhardenberg zeigte in Zusammenarbeit mit der Stiftung Stadtmuseum Berlin neben diversen Masken auch Skizzen, Figurinen und Beispiele der Schminktechniken von Wolfgang Utzt.